# Siavash (namn)
Siavash, även Siavosh (persiska: سیاوش, i betydelsen "ägare av svarta hästar") är ett persiskt mansnamn som etymologiskt härstammar från avestiskans Syavarshan.
Siavash är en hjälte i iransk mytologi och en av huvudpersonerna i det persiska nationaleposet, Ferdousis Shahnameh (Konungaboken).